# Bagnes
Bagnes és un municipi suís del cantó del Valais, situat al districte d'Entremont. En el seu municipi hi ha el poble de Verbier, important centre d'esquí.

## Geografia
Bagnes és el tercer municipi de Suïssa. Fins al 2009 va ser el municipi més extens, amb una superfície comparable al cantó de Schaffhausen i el cantó de Zug. Ara bé, amb la incorporació de Wiesen a Davos, aquest és el municipi més extens de Suïssa. Es tracta del setè municipi més poblat del Valais, després de les ciutats de la vall del Roine.

## Política i administració
L'executiu del municipi és compost de nou membres elegits cada quatre anys. El president (alcalde) és Éloi Rossier.

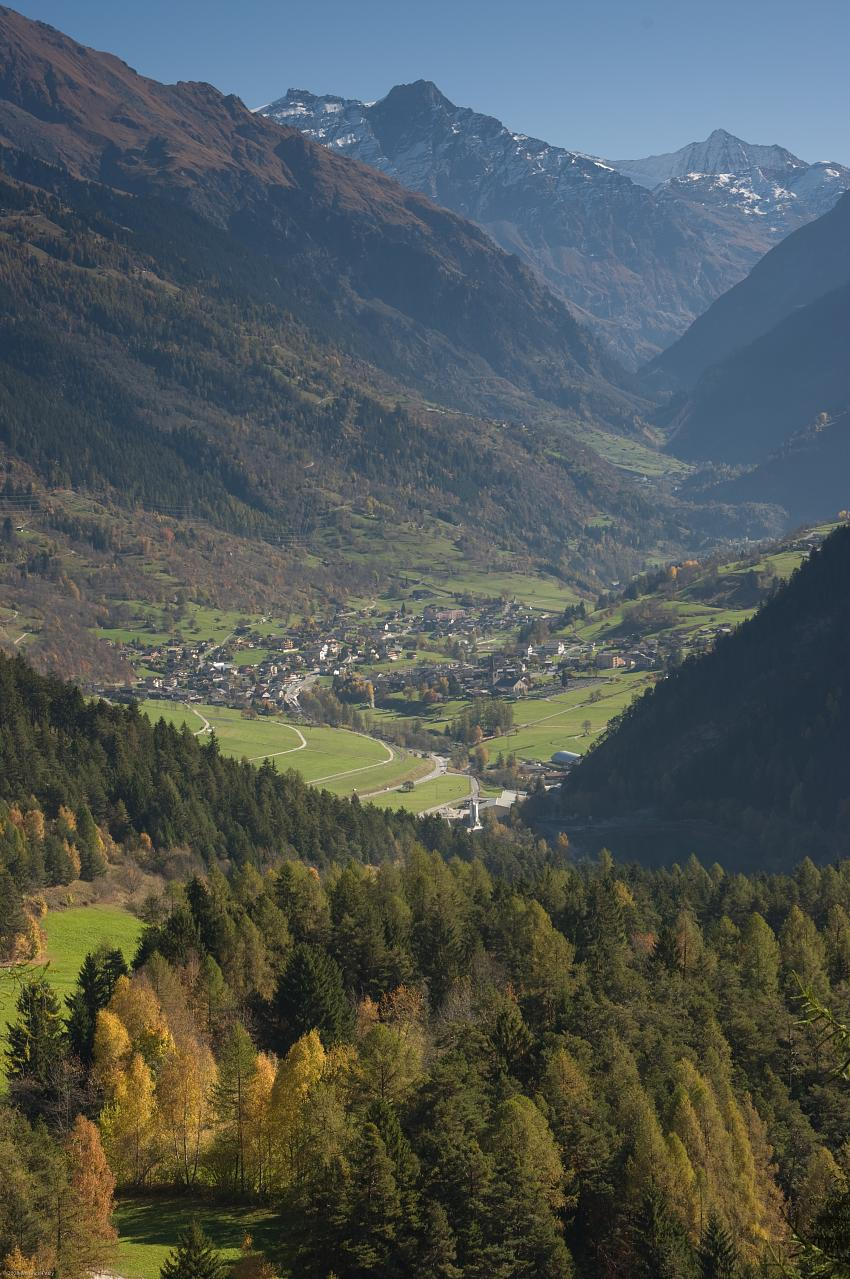
Vista general de la vall